# Aunac-sur-Charente
Aunac-sur-Charente é uma comuna francesa na região administrativa da Nova Aquitânia, no departamento de Charente. Estende-se por uma área de 12.79 km². Em 2010 a comuna tinha 617 habitantes (densidade: 48,2 hab./km²).
Foi criada em 1 de janeiro de 2017, a partir da fusão das antigas comunas de Aunac (sede da comuna), Bayers e Chenommet.